# Джист, Кристофер
Кристофер Джист (англ. Christopher Gist) (1706 — 1759) — житель британской колонии Вирджиния, исследователь, торговец и землемер. Он был одним из первых европейских исследователей региона Огайо. Считается, что именно он составил первое детальное описание региона для британских колонистов. В 1753 году он сопровождал Джорджа Вашингтона в качестве проводника во время экспедиции в Огайо и дважды спас ему жизнь. Он так же участвовал вместе с Вашингтоном в походе в Огайо 1754 года и в экспедиции Брэддока в 1755 году.

## Ранние годы
Кристофер Джист родился в 1705 или 1706 году в Балтиморе и был одним из шести детей в семье капитана Ричарда Джиста (1684 - 1741) и Сеппоры Мюррей (1885 - 1760). У Кристофера был брат Томас, отец бригадного генерала Мордехая Джиста.
У него не было формального образования. Искусству землемера он научился вероятно у своего отца, который принимал участие в строительстве города Балтимора. Сохранившиеся тексты демонстрируют его выдающиеся способности к описанию, несвойственные обычному жителю провинции.
В 1728 году Джист женился на Саре Ховард, дочери англичанина Джошуа Ховарда. В их семье было трое сыновей: Ричард, убитый в сражении при Кингс-Маунтин (1780), Натаниель, впоследствии полковник Континентальной армии, и Томас. Его брат Натаниель женился на Мэри Ховард (сестре Сары) и был партнером Вашингтона в земельных сделках 1750-х годов. У Джистов было так же две дочери: Энн и Вайолет.
Около 1742 года Джист занялся торговлей. Он жил в Балтиморе, куда части приходили индейцы чтобы обменять пушнину на различные товары. Вероятно, Джист заключал сделки с ними и таким образом ознакомился с различными племенами, узнал о местах их расселения, и научился взаимодействовать с ними.

## Жизнь на фронтире
К 1750 году Джист жил в Северной Каролине у реки Ядкин, по соседству с исследователем фронтира, Дэниелем Буном. В том же году Огайская Компания наняла его за 150 фунтов для исследования региона реки Огайо и налаживания отношений с индейцами. 31 октября 1750 года он отправился на запад и встретил Рождество в вайандотском селении Маскингум, где провёл первую в истории Огайо литургию. Он посетил селения индейцев майами, прошёл на юг до Огайских водопадов, потом через Кентукки вернулся в Вирджинию и оттуда в свой дом на реке Ядкин в мае 1751 года. Навестив семью, он отправился в Уильямсберг, где составил подробный отчёт для руководства Огайской Компании.
В ту зиму Джист составил карту региона Огайо от делаварской деревни Шаннопинс-Таун (на месте современного Питтсбурга) до Грейт-Майами-Ривер на западе современного штата Огайо. В феврале 1751 года он посетил поселение индейцев майами, Пикавиллани, и сумел наладить их связь с британскими колонистами. Затем он посетил Кентукки и оттуда вернулся домой на реку Ядкин. Там он обнаружил, что его семья из-за нападений индейцев бежала в вирджинский Роанок. Он последовал за семьёй, а летом 1751 года снова посетил Пенсильванию и западную Вирджинию.
С ноября 1751 по март 1752 он исследовал пространство между Уиллс-Крик и рекой Мононгахелой на предмет поиска лучшего места для прокладки дороги. В мае того же года он присутствовал на переговорах индейцев с делегацией от губернатора Роберта Динвидди в Логстауне, представляя Огайскую Компанию. По словам Дугласа Фримана, Джист был самым активным из тех людей, что в разное время были исследователями, торговцами пушниной, инженерами и дипломатами.

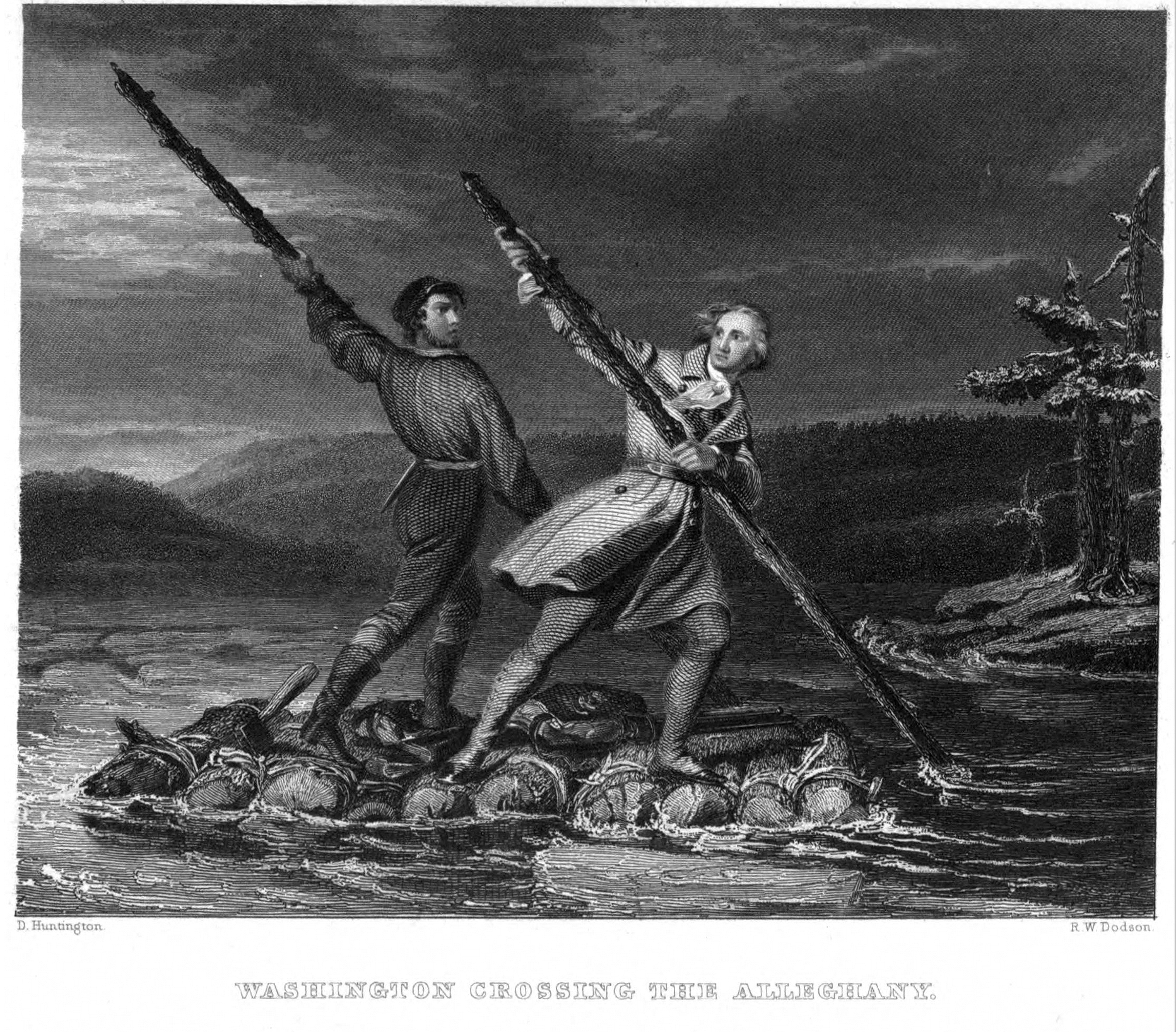
Джист и Вашингтон переправляются через реку Эллени, картина 1845 года.

В 1753 году власти Вирджинии, встревоженные проникновением французских отрядов на юг от озера Эри, отправили к французам майора Джорджа Вашингтона, чтобы он от имени короля предупредил их о нежелательности подобный действий. Губернатор велел Вашингтону взять с собой Джиста в качестве проводника. 14 ноября Вашингтон прибыл в Уиллс-Крик (сейчас Форт Камберленд), где нашёл дом Джиста и его самого. Джист согласился присоединиться к экспедиции и 15 ноября они выступили в дорогу. Уже в конце дня их нагнал гонец с вестями о болезни сына Джиста, но то решил остаться при Вашингтоне ввиду важности предприятия. Экспедиция прошла 70 миль до второго дома Джиста, затем до места слияния реки Эллени и Мононгахелы, где Вашингтон начал переговоры с индейцами.

## Война с французами
Экспедиция Вашингтона показала, что французы всерьёз решили захватить долину Огайо, и губернатор Динвидди приказал набирать войска, а капитану Уильяму Тренту приказал возвести форт на Мононгахеле. 17 февраля 1754 года Трент встретил Джиста на Развилке (Мононгахелы и Эллени), они выбрали место для форта и приступили к строительству. Они ждали, что Вашингтон присоединится к ним со своим отрядом, но тот не успел. 17 апреля у экспедиции завершились припасы и французы захватили форт. Вашингтон узнал об этом 6 мая, когда прибыл в Уиллс-Крик. Он отправился к Огайо и встретил посланца от Джиста, который сообщил ему, что отряд французов 26 мая пришёл на Плантацию Джиста, и Джист отследил их перемещения. 28 мая Вашингтон напал на французов и произошла стычка у Грейт-Медоуз, первое сражение Семилетней воны на Североамериканском континенте. После сражения Вашингтон составил отчёт и отправил его с Джистом к губернатору, а сам отправился строить форт Несисити.
Джист рассказал губернатору о положении Вашингтона, и тот поручил ему собрать обоз с продовольствием для форта, но за неимением денег Джист должент был приобретать товары в кредит, что сильно замедлило подготовку. В середине июня Джист привёл в форт первую часть снаряжения: униформу, порох и свинец. В это время Вашингтон уже знал, что французы готовят наступление на форт Несисити. 28 мая он вместе с Джистом пришёл на Плантацию Джиста и стал превращать её в укрепление. Джист передал в пользование армии все свои продовольственные запасы. Но в итоге было решено оставить Плантацию и вернуться в форт. Французы пришли на плантацию 2 июля, а 3 июля они атаковали отряд Вашингтона у форта Несисити и разбили его (Сражение за форт Несисити). 6 июля французский командующий де Вильер приказал уничтожить недостроенные укрепления на плантации и сжечь все постройки.
Поселение Джиста, которое он создавал многие годы, было полностью уничтожено. 30 октября 1754 года Джист подал прошение Вирджинской Ассамблее. Он просил помочь ему восстановить поселение ввиду того, что приложил много усилий у его созданию, переселил на запад несколько семей, что поселением пользовались королевские войска и так далее, и обещал впредь прилагать все усилия, рисковать «жизнью и своей скромной удачей» для развития поселения. 9 мая 1755 года Ассамблея ответила отказом.
В 1755 году Джист присоединился к экспедиции Брэддока, которой было поручено взять французский форт Дюкен. Поход завершился разгромом британского отряда в сражении при Мононгахеле.
В мае 1756 года Джист участвовал в походе Томаса Кресапа на индейцев, в ходе которого отряд попал в засаду и вынужден был с боем отступать на восток. Подробности этих событий были опубликованы в пенсильванских газетах 17 июня того же года. Джист отправился в Теннесси, чтобы заручиться помощью индейцев в этой войне, но неизвестно, чего он смог добиться.
Считается, что летом 1759 года он заразился оспой и умер в Вирджинии, или в Северной Каролине, или в Джорджии. Его жалованье рядового Вирджинского полка выплачивалось его сыну Натаниелю Джисту до 1766 года.